# Danh sách tiểu hành tinh: 10901–11000
| Tên                  | Tên đầu tiên | Ngày phát hiện       | Nơi phát hiện     | Người phát hiện                                        |
| -------------------- | ------------ | -------------------- | ----------------- | ------------------------------------------------------ |
| 10901 -              | 1997 WS21    | 30 tháng 11 năm 1997 | Oizumi            | T. Kobayashi                                           |
| 10902 -              | 1997 WB22    | 25 tháng 11 năm 1997 | Xinglong          | Chương trình tiểu hành tinh Bắc Kinh Schmidt CCD       |
| 10903 -              | 1997 WA30    | 24 tháng 11 năm 1997 | Kushiro           | S. Ueda, H. Kaneda                                     |
| 10904 -              | 1997 WR31    | 29 tháng 11 năm 1997 | Socorro           | LINEAR                                                 |
| 10905 -              | 1997 WB38    | 29 tháng 11 năm 1997 | Socorro           | LINEAR                                                 |
| 10906 -              | 1997 WO44    | 29 tháng 11 năm 1997 | Socorro           | LINEAR                                                 |
| 10907 Savalle        | 1997 XG5     | 6 tháng 12 năm 1997  | Caussols          | ODAS                                                   |
| 10908 Kallestroetzel | 1997 XH9     | 7 tháng 12 năm 1997  | Caussols          | ODAS                                                   |
| 10909 -              | 1997 XB10    | 5 tháng 12 năm 1997  | Dynic             | A. Sugie                                               |
| 10910 -              | 1997 YX      | 20 tháng 12 năm 1997 | Oizumi            | T. Kobayashi                                           |
| 10911 -              | 1997 YC1     | 19 tháng 12 năm 1997 | Xinglong          | Chương trình tiểu hành tinh Bắc Kinh Schmidt CCD       |
| 10912 -              | 1997 YW5     | 25 tháng 12 năm 1997 | Oizumi            | T. Kobayashi                                           |
| 10913 -              | 1997 YE14    | 31 tháng 12 năm 1997 | Oizumi            | T. Kobayashi                                           |
| 10914 Tucker         | 1997 YQ14    | 31 tháng 12 năm 1997 | Prescott          | P. G. Comba                                            |
| 10915 -              | 1997 YU16    | 29 tháng 12 năm 1997 | Xinglong          | Chương trình tiểu hành tinh Bắc Kinh Schmidt CCD       |
| 10916 Okina-Ouna     | 1997 YB17    | 31 tháng 12 năm 1997 | Chichibu          | N. Sato                                                |
| 10917 -              | 1998 AN      | 5 tháng 1 năm 1998   | Oizumi            | T. Kobayashi                                           |
| 10918 Kodaly         | 1998 AS1     | 1 tháng 1 năm 1998   | Kitt Peak         | Spacewatch                                             |
| 10919 -              | 1998 AQ8     | 10 tháng 1 năm 1998  | Ondřejov          | L. Šarounová                                           |
| 10920 -              | 1998 BC1     | 19 tháng 1 năm 1998  | Oizumi            | T. Kobayashi                                           |
| 10921 Romanozen      | 1998 BC2     | 17 tháng 1 năm 1998  | Dossobuono        | Madonna di Dossobuono                                  |
| 10922 -              | 1998 BG2     | 20 tháng 1 năm 1998  | Socorro           | LINEAR                                                 |
| 10923 -              | 1998 BM12    | 23 tháng 1 năm 1998  | Socorro           | LINEAR                                                 |
| 10924 Mariagriffin   | 1998 BU25    | 29 tháng 1 năm 1998  | Cocoa             | I. P. Griffin                                          |
| 10925 Ventoux        | 1998 BK30    | 28 tháng 1 năm 1998  | Bédoin            | P. Antonini                                            |
| 10926 -              | 1998 BF41    | 25 tháng 1 năm 1998  | Haleakala         | NEAT                                                   |
| 10927 Vaucluse       | 1998 BB42    | 29 tháng 1 năm 1998  | Blauvac           | R. Roy                                                 |
| 10928 Caprara        | 1998 BW43    | 25 tháng 1 năm 1998  | Cima Ekar         | M. Tombelli, G. Forti                                  |
| 10929 Chenfangyun    | 1998 CF1     | 1 tháng 2 năm 1998   | Xinglong          | Chương trình tiểu hành tinh Bắc Kinh Schmidt CCD       |
| 10930 Jinyong        | 1998 CR2     | 6 tháng 2 năm 1998   | Xinglong          | Beijing Schmidt CCD Asteroid Program                   |
| 10931 Ceccano        | 1998 DA      | 16 tháng 2 năm 1998  | Ceccano           | G. Masi                                                |
| 10932 Rebentrost     | 1998 DL1     | 18 tháng 2 năm 1998  | Drebach           | G. Lehmann                                             |
| 10933 -              | 1998 DC24    | 17 tháng 2 năm 1998  | Nachi-Katsuura    | Y. Shimizu, T. Urata                                   |
| 10934 Pauldelvaux    | 1998 DN34    | 27 tháng 2 năm 1998  | La Silla          | E. W. Elst                                             |
| 10935 -              | 1998 EC      | 1 tháng 3 năm 1998   | Oizumi            | T. Kobayashi                                           |
| 10936 -              | 1998 FN11    | 22 tháng 3 năm 1998  | Nachi-Katsuura    | Y. Shimizu, T. Urata                                   |
| 10937 Ferris         | 1998 QW54    | 27 tháng 8 năm 1998  | Anderson Mesa     | LONEOS                                                 |
| 10938 Lorenzalevy    | 1998 SW60    | 17 tháng 9 năm 1998  | Anderson Mesa     | LONEOS                                                 |
| 10939 -              | 1999 CJ19    | 10 tháng 2 năm 1999  | Socorro           | LINEAR                                                 |
| 10940 -              | 1999 CE52    | 10 tháng 2 năm 1999  | Socorro           | LINEAR                                                 |
| 10941 -              | 1999 CD79    | 12 tháng 2 năm 1999  | Socorro           | LINEAR                                                 |
| 10942 -              | 1999 CN83    | 10 tháng 2 năm 1999  | Socorro           | LINEAR                                                 |
| 10943 Brunier        | 1999 FY6     | 20 tháng 3 năm 1999  | Caussols          | ODAS                                                   |
| 10944 -              | 1999 FJ26    | 19 tháng 3 năm 1999  | Socorro           | LINEAR                                                 |
| 10945 -              | 1999 GS9     | 14 tháng 4 năm 1999  | Nachi-Katsuura    | Y. Shimizu, T. Urata                                   |
| 10946 -              | 1999 HR2     | 16 tháng 4 năm 1999  | Xinglong          | Chương trình tiểu hành tinh Bắc Kinh Schmidt CCD       |
| 10947 Kaiserstuhl    | 2061 P-L     | 24 tháng 9 năm 1960  | Palomar           | C. J. van Houten, I. van Houten-Groeneveld, T. Gehrels |
| 10948 Odenwald       | 2207 P-L     | 24 tháng 9 năm 1960  | Palomar           | C. J. van Houten, I. van Houten-Groeneveld, T. Gehrels |
| 10949 Königstuhl     | 3066 P-L     | 25 tháng 9 năm 1960  | Palomar           | C. J. van Houten, I. van Houten-Groeneveld, T. Gehrels |
| 10950 Albertjansen   | 4049 P-L     | 24 tháng 9 năm 1960  | Palomar           | C. J. van Houten, I. van Houten-Groeneveld, T. Gehrels |
| 10951 Spessart       | 4050 P-L     | 24 tháng 9 năm 1960  | Palomar           | C. J. van Houten, I. van Houten-Groeneveld, T. Gehrels |
| 10952 Vogelsberg     | 4152 P-L     | 24 tháng 9 năm 1960  | Palomar           | C. J. van Houten, I. van Houten-Groeneveld, T. Gehrels |
| 10953 Gerdatschira   | 4276 P-L     | 24 tháng 9 năm 1960  | Palomar           | C. J. van Houten, I. van Houten-Groeneveld, T. Gehrels |
| 10954 Spiegel        | 4545 P-L     | 24 tháng 9 năm 1960  | Palomar           | C. J. van Houten, I. van Houten-Groeneveld, T. Gehrels |
| 10955 Harig          | 5011 P-L     | 22 tháng 10 năm 1960 | Palomar           | C. J. van Houten, I. van Houten-Groeneveld, T. Gehrels |
| 10956 Vosges         | 5023 P-L     | 24 tháng 9 năm 1960  | Palomar           | C. J. van Houten, I. van Houten-Groeneveld, T. Gehrels |
| 10957 Alps           | 6068 P-L     | 24 tháng 9 năm 1960  | Palomar           | C. J. van Houten, I. van Houten-Groeneveld, T. Gehrels |
| 10958 Mont Blanc     | 6188 P-L     | 24 tháng 9 năm 1960  | Palomar           | C. J. van Houten, I. van Houten-Groeneveld, T. Gehrels |
| 10959 Appennino      | 6579 P-L     | 24 tháng 9 năm 1960  | Palomar           | C. J. van Houten, I. van Houten-Groeneveld, T. Gehrels |
| 10960 Gran Sasso     | 6580 P-L     | 24 tháng 9 năm 1960  | Palomar           | C. J. van Houten, I. van Houten-Groeneveld, T. Gehrels |
| 10961 Buysballot     | 6809 P-L     | 24 tháng 9 năm 1960  | Palomar           | C. J. van Houten, I. van Houten-Groeneveld, T. Gehrels |
| 10962 Sonnenborgh    | 9530 P-L     | 17 tháng 10 năm 1960 | Palomar           | C. J. van Houten, I. van Houten-Groeneveld, T. Gehrels |
| 10963 van der Brugge | 2088 T-1     | 25 tháng 3 năm 1971  | Palomar           | C. J. van Houten, I. van Houten-Groeneveld, T. Gehrels |
| 10964 Degraaff       | 3216 T-1     | 26 tháng 3 năm 1971  | Palomar           | C. J. van Houten, I. van Houten-Groeneveld, T. Gehrels |
| 10965 van Leverink   | 3297 T-1     | 26 tháng 3 năm 1971  | Palomar           | C. J. van Houten, I. van Houten-Groeneveld, T. Gehrels |
| 10966 van der Hucht  | 3308 T-1     | 26 tháng 3 năm 1971  | Palomar           | C. J. van Houten, I. van Houten-Groeneveld, T. Gehrels |
| 10967 Billallen      | 4349 T-1     | 26 tháng 3 năm 1971  | Palomar           | C. J. van Houten, I. van Houten-Groeneveld, T. Gehrels |
| 10968 Sterken        | 4393 T-1     | 26 tháng 3 năm 1971  | Palomar           | C. J. van Houten, I. van Houten-Groeneveld, T. Gehrels |
| 10969 Perryman       | 4827 T-1     | 13 tháng 5 năm 1971  | Palomar           | C. J. van Houten, I. van Houten-Groeneveld, T. Gehrels |
| 10970 de Zeeuw       | 1079 T-2     | 29 tháng 9 năm 1973  | Palomar           | C. J. van Houten, I. van Houten-Groeneveld, T. Gehrels |
| 10971 van Dishoeck   | 1179 T-2     | 29 tháng 9 năm 1973  | Palomar           | C. J. van Houten, I. van Houten-Groeneveld, T. Gehrels |
| 10972 Merbold        | 1188 T-2     | 29 tháng 9 năm 1973  | Palomar           | C. J. van Houten, I. van Houten-Groeneveld, T. Gehrels |
| 10973 Thomasreiter   | 1210 T-2     | 29 tháng 9 năm 1973  | Palomar           | C. J. van Houten, I. van Houten-Groeneveld, T. Gehrels |
| 10974 Carolalbert    | 2225 T-2     | 29 tháng 9 năm 1973  | Palomar           | C. J. van Houten, I. van Houten-Groeneveld, T. Gehrels |
| 10975 Schelderode    | 2246 T-2     | 29 tháng 9 năm 1973  | Palomar           | C. J. van Houten, I. van Houten-Groeneveld, T. Gehrels |
| 10976 -              | 2287 T-2     | 29 tháng 9 năm 1973  | Palomar           | C. J. van Houten, I. van Houten-Groeneveld, T. Gehrels |
| 10977 -              | 3177 T-2     | 30 tháng 9 năm 1973  | Palomar           | C. J. van Houten, I. van Houten-Groeneveld, T. Gehrels |
| 10978 -              | 4095 T-2     | 29 tháng 9 năm 1973  | Palomar           | C. J. van Houten, I. van Houten-Groeneveld, T. Gehrels |
| 10979 Fristephenson  | 4171 T-2     | 29 tháng 9 năm 1973  | Palomar           | C. J. van Houten, I. van Houten-Groeneveld, T. Gehrels |
| 10980 Breimer        | 4294 T-2     | 29 tháng 9 năm 1973  | Palomar           | C. J. van Houten, I. van Houten-Groeneveld, T. Gehrels |
| 10981 Fransaris      | 1148 T-3     | 17 tháng 10 năm 1977 | Palomar           | C. J. van Houten, I. van Houten-Groeneveld, T. Gehrels |
| 10982 Poerink        | 2672 T-3     | 11 tháng 10 năm 1977 | Palomar           | C. J. van Houten, I. van Houten-Groeneveld, T. Gehrels |
| 10983 Smolders       | 3196 T-3     | 16 tháng 10 năm 1977 | Palomar           | C. J. van Houten, I. van Houten-Groeneveld, T. Gehrels |
| 10984 Gispen         | 3507 T-3     | 16 tháng 10 năm 1977 | Palomar           | C. J. van Houten, I. van Houten-Groeneveld, T. Gehrels |
| 10985 Feast          | 4017 T-3     | 16 tháng 10 năm 1977 | Palomar           | C. J. van Houten, I. van Houten-Groeneveld, T. Gehrels |
| 10986 Govert         | 4313 T-3     | 16 tháng 10 năm 1977 | Palomar           | C. J. van Houten, I. van Houten-Groeneveld, T. Gehrels |
| 10987 -              | 1967 US      | 30 tháng 10 năm 1967 | Hamburg-Bergedorf | L. Kohoutek                                            |
| 10988 Feinstein      | 1968 OL      | 28 tháng 7 năm 1968  | El Leoncito       | Felix Aguilar Observatory                              |
| 10989 Dolios         | 1973 SL1     | 19 tháng 9 năm 1973  | Palomar           | C. J. van Houten, I. van Houten-Groeneveld, T. Gehrels |
| 10990 Okunev         | 1973 SF6     | 28 tháng 9 năm 1973  | Nauchnij          | N. S. Chernykh                                         |
| 10991 Dulov          | 1974 RY1     | 14 tháng 9 năm 1974  | Nauchnij          | N. S. Chernykh                                         |
| 10992 Veryuslaviya   | 1974 SF      | 19 tháng 9 năm 1974  | Nauchnij          | L. I. Chernykh                                         |
| 10993 -              | 1975 XF      | 1 tháng 12 năm 1975  | Cerro El Roble    | C. Torres, S. Barros                                   |
| 10994 -              | 1978 EU9     | 15 tháng 3 năm 1978  | Palomar           | S. J. Bus                                              |
| 10995 -              | 1978 NS      | 10 tháng 7 năm 1978  | Palomar           | E. F. Helin, E. M. Shoemaker                           |
| 10996 Armandspitz    | 1978 NX7     | 7 tháng 7 năm 1978   | Palomar           | S. J. Bus                                              |
| 10997 Gahm           | 1978 RX7     | 2 tháng 9 năm 1978   | La Silla          | C.-I. Lagerkvist                                       |
| 10998 -              | 1978 UN4     | 27 tháng 10 năm 1978 | Palomar           | C. M. Olmstead                                         |
| 10999 -              | 1978 VC6     | 7 tháng 11 năm 1978  | Palomar           | E. F. Helin, S. J. Bus                                 |
| 11000 -              | 1978 VE6     | 6 tháng 11 năm 1978  | Palomar           | E. F. Helin, S. J. Bus                                 |